# Konstantin Stoilov
Konstantin Stoilov (Константин Стоилов) (23. září 1853 – 23. března 1901) byl přední bulharský politický činitel a dvojnásobný ministerský předseda. Simeon Radev jej popisoval jako nejevropštějšího bulharského politického vůdce své doby.

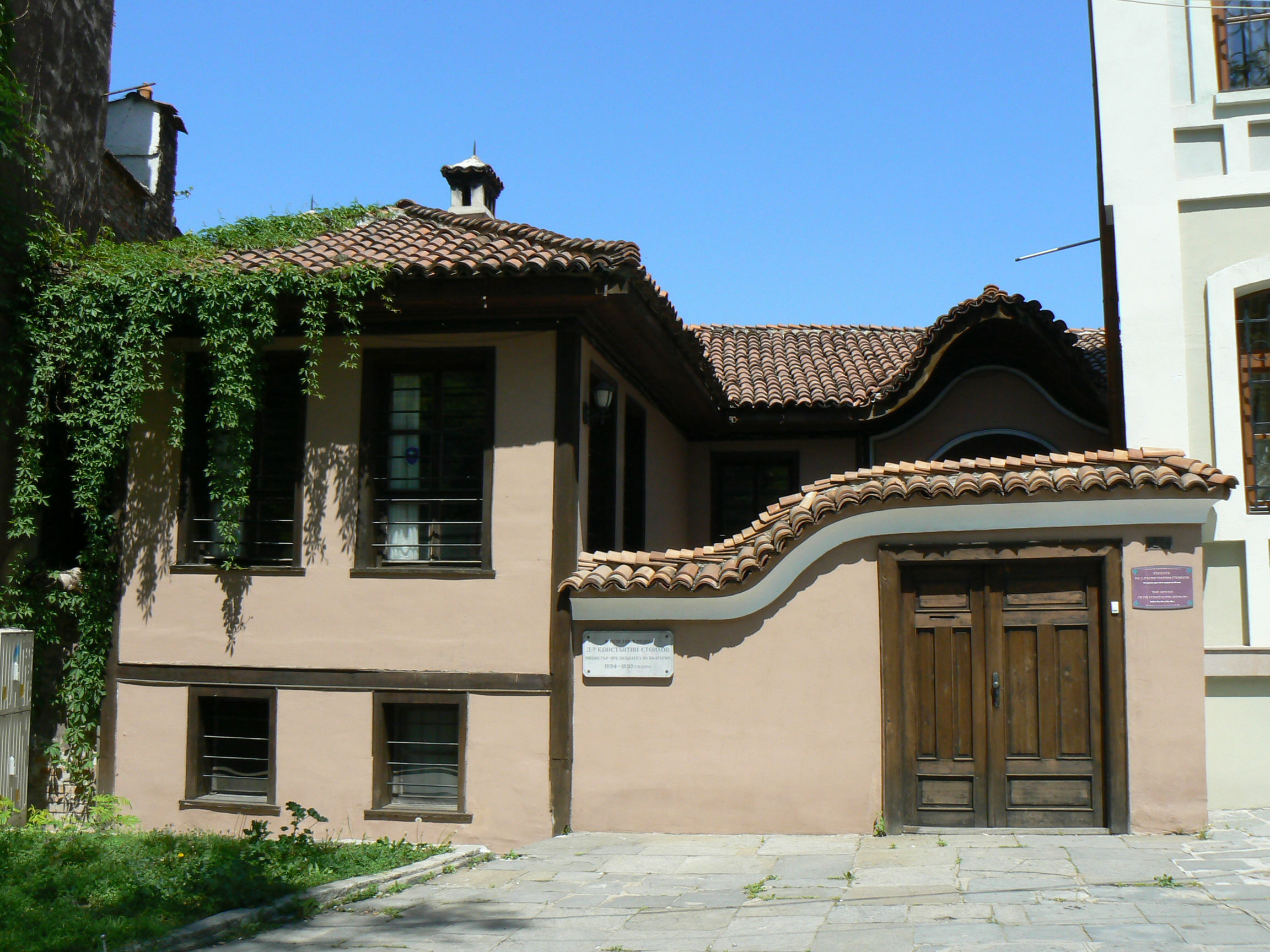
Dům Konstantina Stoilova na starém městě v Plovdivu

## Život
Narodil se v Plovdivu, vystudoval Robertovu kolej v Istanbulu a pak studoval na Ruprecht-Karlově univerzitě v Heidelbergu až na doktorský stupeň. Zatímco žil v Německu, stal se svobodným zednářem.
Jako kariérní politik v Bulharské konzervativní straně a později jako vůdce vlastní Lidové strany (tzv. národňáci) stál v čele řady vládních resortů včetně ministerstva zahraničních věcí, ministerstva spravedlnosti či ministerstva vnitra. Jeho první období v křesle předsedy vlády v roce 1887 trvalo jenom krátkou dobu. Na tento post se vrátil roku 1894, aby dále předsedal vládě vyznačující se vzrůstající tolerancí k činnosti Vnitřní makedonské revoluční organizace, stejně jako spravedlivějším zacházením se židy (jako právník Stoilov v roce 1890 úspěšně bránil vračanské židy před obviněními z rituálních vražd). Stoilovova vláda čelila kampani kritiky části tisku organizované jeho hlavním politickým protivníkem Stefanem Stambolovem a následkem toho vydala Stoilovova administrativa legislativní nařízení proti Stambolovovi, pozoruhodným způsobem zabavující jeho pozemky pro státní účely a rušící penze placené bývalým vládním ministrům. Stoilovem vedená koalice setrvala u moci až do roku 1899, kdy se započala řada liberálních vlád. Zůstal důležitým hráčem na bulharské politické scéně až do své smrti.